# Aorta discendente
L'aorta discendente è la terza parte dell'arteria aorta, preceduta dall'arco aortico. È un importante vaso sanguigno che porta il sangue direttamente dal cuore al resto del corpo.

## Anatomia
L'aorta discendente è divisa in due porzioni: la più vicina al cuore prende il nome di Aorta toracica e l'Aorta addominale più lontana che irrora gli organi posizionati nell'addome.
L'aorta discendente ha origine dall'arco aortico, all'altezza della 4ª vertebra toracica e prende questo nome poiché appunto scende ed è la principale arteria che irrora parte del torace e addome.
Corre lungo la sinistra della parte anteriore della colonna vertebrale, alla sua destra corre la vena cava inferiore, alla sua sinistra la vena intercostale suprema.